# Marwitz (ród)

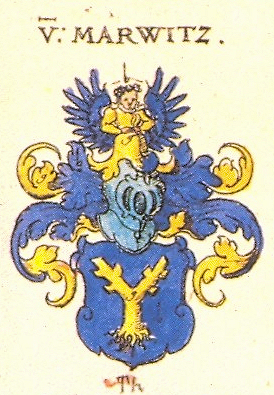
Herb rodu von der Marwitz z herbarza Johanna Siebmachera z 1605 r.

Von der Marwitz - ród szlachecki pochodzący z Havellandu, osiadły w Nowej Marchii od XIII w., posiadający w niej liczne dobra i godności.

## Pochodzenie
Ród von der Marwitz wywodzi się prawdopodobnie ze wsi Marwitz we wschodnim Havellandzie koło Kremen, 20 km na północ od Berlina. Nie jest pewne czy miał on korzenie słowiańskie, aczkolwiek "Marwitz" pochodzi od słowiańskiego słowa "morawa" - niwa podmokła. 
Pierwszym znanym przedstawicielem był Dietrich (Dytryk), wymieniony w dokumencie nadania szpitala w Oderbergu klasztorowi w Mariensee, datowanym na 26 czerwca 1259 r.

## Herb
W błękitnym polu umieszczony jest złoty pień z pięcioma korzeniami i dwoma konarami, których wyrastają po trzy listki. Na hełmie między czarnymi skrzydłami orła stoi panna z długimi włosami, trzymająca w rękach zielony wianek. Herb rodu znany jest w kilku odmianach. 
Do XV w. nazwisko pisane było oprócz Marwitz również na przykład Marwytz, Marvitzen, Mareviz. Jako "von der Marwitz" pojawiło się po raz pierwszy w dokumencie opublikowanym w Reetz z datą 23 kwietnia 1354 r. Wiąże się to z legendą, iż w pewnym momencie zabrakło męskiego potomka, a kobieta z tego rodu wychodząc za mąż uprosiła panującego margrabiego, aby nowa rodzina przyjęła jej nazwisko, a nie męża. Margrabia wyraził zgodę stawiając warunek, że ich potomkowie będą podpisywać się jako "von der Marwitz". Legenda ta nawiązuje do postaci klęczącej dziewicy umieszczonej w rodowym herbie.

## Posiadłości
Ród posiadał liczne dobra w ziemi gorzowskiej (Marwice, Kłodawa 1337, Wieprzyce 1350, Jenin, Wawrów, Baczyna 1353, Nowy Santok, Gralewo 1407, Wysoka 1457, Stanowice 1455 i inne) i chojeńskiej (Smolnica 1337, Zielin 1336).